# Paul Braaten
Paul Braaten (ur. 23 marca 1876 r. w Eidsvoll – zm. 20 stycznia 1963 r.) – norweski kombinator norweski uczestniczący w zawodach w latach 90. XIX wieku i w latach 1900-1909.
W 1895 wygrał zawody w kombinacji norweskiej na Holmenkollen ski festival. Za tę wygraną zdobył (wraz z Robertem Pehrsonem) medal Holmenkollen w 1899. Braaten wygrał też bieg na 30 km w latach 1900 i 1901.